# Walter Dix
Walter Dix (født 31. januar 1986 i Coral Springs, Florida, USA) er en amerikansk atletikudøver (sprinter). Hans største triumfer blev opnået ved OL i Beijing 2008, hvor han vandt bronze på både 100- og 200 meter-distancen.